# Daniela Hantuchová
Daniela Hantuchová (n. 23 aprilie 1983, Poprad, Eastern Slovakia⁠(d), Cehoslovacia) este o fostă jucătoare profesionistă de tenis din Slovacia și actualmente comentatoare de tenis. Ea a devenit profesionistă în 1999 și a avut un prim mare succes în anul 2002, când a câștigat primul ei turneu WTA, masters-ul de la Indian Wells, învingând-o în finală pe Martina Hingis și devenind jucătoarea cea mai slab clasată care a câștigat turneul. Ea a ajuns în semifinalele din acel an de la Wimbledon și US Open, terminând anul în top 10. A făcut parte din echipa Slovaciei care a câștigat Cupa Federației în 2002 și Cupa Hopman în 2005.
Hantuchová a obținut cea mai înaltă poziție din cariera sa, locul 5, în ianuarie 2003, după ce a ajuns în sferturile de finală de la Australian Open. Ea a mai câștigat apoi alte cinci turnee WTA, inclusiv Masters-ul de la Indian Wells pentru a doua oară în 2007 și mai recent 2013 Aegon Classic. Ea a ajuns în semifinalele de la Australian Open în 2008, cea mai bună clasare a sa la un turneu de Mare Șlem. Considerată cea mai de succes jucătoare de tenis slovacă din toate timpurile, ea a devenit una din cele doar 37 de jucătoare din Era Open care a ajuns la 500 de victorii în carieră, după ce a învins-o pe Laura Robson în runda a doua a turneului Aegon Classic din iunie 2013.

## Statistici

### Turnee de Mare Șlem
| Turneu              | 1998 | 1999 | 2000 | 2001 | 2002 | 2003 | 2004 | 2005 | 2006 | 2007 | 2008 | 2009 | 2010 | 2011 | 2012 | 2013 | 2014 | SR     | W–L   |
| ------------------- | ---- | ---- | ---- | ---- | ---- | ---- | ---- | ---- | ---- | ---- | ---- | ---- | ---- | ---- | ---- | ---- | ---- | ------ | ----- |
| Turnee de Mare Șlem |      |      |      |      |      |      |      |      |      |      |      |      |      |      |      |      |      |        |       |
| Australian Open     | A    | A    | LQ   | 1R   | 3R   | QF   | 2R   | 3R   | 4R   | 4R   | SF   | 3R   | 3R   | 1R   | 3R   | 1R   | 3R   | 0 / 15 | 29–15 |
| French Open         | A    | A    | A    | 2R   | 4R   | 2R   | 1R   | 3R   | 4R   | 3R   | A    | 1R   | 4R   | 4R   | A    | 1R   | 3R   | 0 / 12 | 20–12 |
| Wimbledon           | A    | A    | LQ   | 2R   | QF   | 2R   | 3R   | 3R   | 4R   | 4R   | 2R   | 4R   | 2R   | 3R   | 1R   | 1R   | 1R   | 0 / 14 | 24–14 |
| US Open             | A    | A    | LQ   | 1R   | QF   | 3R   | 3R   | 3R   | 2R   | 1R   | 1R   | 4R   | 3R   | 1R   | 1R   | QF   | 2R   | 0 / 15 | 22–15 |
| Victorii-Înfrângeri | 0–0  | 0–0  | 3–3  | 2–4  | 13–4 | 8–4  | 5–4  | 8–4  | 10–4 | 8–4  | 6–3  | 8–4  | 8–4  | 5–4  | 2–3  | 4–4  | 5–4  | 0 / 56 | 95–56 |